# Aguriahana rhododendri
Aguriahana rhododendri är en insektsart som beskrevs av Thapa 1989. Aguriahana rhododendri ingår i släktet Aguriahana och familjen dvärgstritar.
Artens utbredningsområde är Nepal. Inga underarter finns listade i Catalogue of Life.